# Fédération luthérienne mondiale
Pour les articles homonymes, voir FLM.
La Fédération luthérienne mondiale ou FLM (en anglais Lutheran World Federation ou LWF) est une association mondiale d'Églises luthériennes. Elle est actuellement présidée par Munib Younan, évêque président de l'Église évangélique luthérienne de Jordanie et de Terre Sainte.
En 2018, la FLM revendique l'affiliation de 148 Églises, réparties dans 99 pays et représentant plus de 75.5 millions de fidèles.

## Histoire
Elle est fondée en 1947 à Lund en Suède. Elle prend la succession des Convents mondiaux luthériens qui se tenaient depuis 1923. Son secrétariat international est à Genève.
En 1999, elle signe avec l'Église catholique la Déclaration commune sur la justification par la foi, à la suite d'un long dialogue œcuménique.
En 2007, elle exprime des doutes à propos de la doctrine de l'universalité et l'unicité de l'Église de Jésus-Christ.
Le 31 octobre 2016, le pape François répond favorablement à son invitation et prend part à Lund en Suède à la première journée des manifestations marquant le 500e anniversaire de la Réforme. À cette occasion est signée une déclaration conjointe entre luthériens et catholiques,.

## Églises membres
Les églises de la FLM sont regroupées en régions et sous-régions qui peuvent aussi rassembler des églises non-membres de la FLM.

### Communion luthérienne africaine
Elle a été formée en 1955 et regroupe trois sous-régions. En 2005, un Conseil luthérien africain a été formé.

#### Communion luthérienne en Afrique de l’Ouest et en Afrique centrale
Angola
1. Igreja Evangélica Luterana de Angola, Église évangélique luthérienne d'Angola

 Cameroun
1. Église évangélique luthérienne du Cameroun
2. Église fraternelle luthérienne du Cameroun

 République centrafricaine
1. Église évangélique luthérienne de la République centrafricaine

 Tchad
1. Église Fraternelle Luthérienne du Tchad

 République du Congo
1. Église évangélique luthérienne du Congo

 Ghana
1. Evangelical Lutheran Church of Ghana, Église évangélique luthérienne du Ghana

 Liberia
1. Église luthérienne au Libéria Lutheran Church in Liberia, Église luthérienne au Libéria

 Nigeria
1. Ekklesiyar Kristi Ta Lutheran A Nigeria, Église du Christ luthérienne au Nigeria
2. The Lutheran Church of Nigeria, L'Église luthérienne du Nigeria

 Sénégal
1. Église luthérienne du Sénégal

 Sierra Leone
1. Evangelical Lutheran Church in Sierra Leone, Église luthérienne évangélique en Sierra Leone

 Zambie
1. Evangelical Lutheran Church in Zambia, Église luthérienne évangélique en Zambie

#### Communion luthérienne en Afrique centrale et en Afrique de l’Est
République démocratique du Congo
1. Église évangélique luthérienne au Congo

 Érythrée
1. Wenghelawit Bete Kristian Ertra, Église évangélique d'Érythrée

 Éthiopie
1. Ye Ethiopia Wongelawit Bete - Kristian Mekane Yesus, Église évangélique éthiopienne Mekane Yesus

 Kenya
1. Kanisa la Kiinjili la Kilutheri Katika Kenya, Église évangélique luthérienne au Kenya
2. Kanisa la Kiinjili la Kilutheri Kenya, Église évangélique luthérienne kényane

 Madagascar
1. Fiangonana Loterana Malagasy, Église luthérienne malgache

 Rwanda
1. Itorero Ry' Abalutheri Ry' Urwanda, Église luthérienne du Rwanda

 Tanzanie
1. Kanisa la Kiinjili la Kilutheri Tanzania, Église évangélique luthérienne en Tanzanie

#### Communion Luthérienne en Afrique du Sud
Afrique du Sud :
1. Evangelical Lutheran Church in Southern Africa, Église luthérienne évangélique en Afrique australe ;
2. Evangelies-Lutherse Kerk in Suider Afrika (Kaapse Kerk), Église luthérienne-évangélique en Afrique Aurstrale (Église du Cap) ;
3. Evangeliese Lutherse Kerk in Suider Afrika (N-T), Église luthérienne évangélique en Afrique australe (N-T),
4. Moravian Church in South Africa, Église morave en Afrique du Sud

 Botswana
1. Kereke ya Luthere ya Efangele mo Botswana, Église évangélique luthérienne du Botswana

 Mozambique
1. Igreja Evangélica Luterana em Moçambique, Église évangélique luthérienne au Mozambique

 Namibie
1. Evangelical Lutheran Church in Namibia (ELCIN) ou Ongeleki Onkwaevangeli paLuther muNamibia, Église évangélique luthérienne en Namibie
2. Evangelical Lutheran Church in the Republic of Namibia (ELCRN), Église évangélique luthérienne en République de Namibie
3. Evangelisch-Lutherische Kirche in Namibia (DELK), Église évangélique luthérienne germanophone en Namibie

 Zimbabwe
1. Evangelical Lutheran Church in Zimbabwe, Église luthérienne évangélique en Zimbabwe

### Communion luthérienne asiatique

#### North East Asian Lutheran Communion (NEALUC)
Hong Kong
1. Hong Kong and Macau Lutheran Church, Église luthérienne de Hong Kong et Macao
2. The Chinese Rhenish Church Hong Kong Synod, Le Synode de Hong kong de l'Église rhénane chinoise
3. The Evangelical Lutheran Church of Hong Kong, L'Église luthérienne évangélique de Hong Kong
4. Tsung Tsin Mission of Hong Kong, Mission Tsung Tsin de Hong Kong

 Japon
1. 日本福音ルーテル教会, Nihon Fukuin Rūteru Kyōkai, Église évangélique luthérienne du Japon
2. 近畿福音ルーテル教会, Kinki Fukuin Rūteru Kyōkai, Église évangélique luthérienne Kinki
3. 日本ルーテル教団, Nihon Ruteru Kyoudan, Église luthérienne du Japon (Membre associée)

 Corée du Sud
1. Kidokkyo Hankuk Lutuhoi, Église luthérienne de Corée

 Taïwan
1. Église luthérienne taiwanaise
2. Église luthérienne de Taiwan (République de Chine)

#### West and South Asian Lutheran Communion (WeSALUC)
Bangladesh
1. Bangladesh Lutheran Church, Église luthérienne du Bangladesh ;
2. Bangladesh Northern Evangelical Lutheran Church, Église luthérienne évangélique du Bangladesh du Nord

 Inde
1. Andhra Suvisesha Lutheran Sangham, Église luthérienne évangélique d'Andhra ;
2. Susamachar Pracharakiya Kalisiya Madhyapradesh, Église luthérienne évangélique au Madhyapradesh ;
3. Evangelical Lutheran Church in the Himalayan States, Église luthérienne évangélique dans les États himalayens ;
4. Gossner Evangelical Lutheran Church in Chotanagpur and Assam, Église luthérienne évangélique Gossner en Chotanagpur et Assam ;
5. India Evangelical Lutheran Church, Église luthérienne évangélique indienne ;
6. Joyopuro Evangelical Luthorano Mondoli, Église luthérienne évangélique jaypouri ;
7. Northern Evangelical Lutheran Church, Église luthérienne évangélique du Nord ;
8. Dakshana Andhra Lutheran Sangham, Église luthérienne d'Andhra du Sud ;
9. The Arcot Lutheran Church, L'Église luthérienne Arcot ;
10. Tamil Suvesesha Lutheran Thiruchabai, L'Église luthérienne évangélique tamoule

 Jordanie et  Israël
1. Église évangélique luthérienne de Jordanie et de Terre sainte

 Birmanie
1. Église évangélique luthérienne du Myanmar - Église luthérienne de Bethléem

 Sri Lanka
1. Église luthérienne de Sri Lanka

#### South East Asian Lutheran Communion (SEALUC)
Australie
1. Lutheran Church of Australia, Église luthérienne d'Australie (église associée)

 Indonésie
1. Gereja Kristen Protestan Simalungun, Église chrétienne protestante Simalungun
2. Gereja Punguan Kristen Batak, Église de la communauté chrétienne Batak
3. Gereja Kristen Protestan Indonesia, Église chrétienne protestante d'Indonésie
4. Gereja Kristen Protestan Angkola, Église chrétienne protestante d'Angkola
5. Église chrétienne protestante Batak
6. Huria Kristen Indonesia, Église chrétienne d'Indonesie
7. Gereja Kristen Luther Indonesia, Église chrétienne luthérienne d'Indonesie
8. Gereja Kristen Protestan di Mentawai, Église chrétienne protestante de Mentawai
9. Gereja Protestan Persekutuan, Église protestante unie
10. Gereja Kristen Protestan Pakpak Dairi, Église chrétienne protestante Pakpak Dairi
11. Banua Niha Keriso Protestan, Église chrétienne protestante
12. Gereja Angowuloa Masehi Indonesia Nias (Gereja AMIN), Communion chrétienne de l'Église indonésienne de Nias (Gereja AMIN)

 Malaisie
1. Gereja Evangelical Lutheran di Malaysia, Église évangélique luthérienne de Malaisie
2. Gereja Basel Malaysia, Église chrétienne bâloise de Malaisie
3. Gereja Lutheran di Malaysia dan Singapura, Église luthérienne de Malaisie et Singapour
4. Église protestante du Sabah

 Papouasie-Nouvelle-Guinée
1. Église évangélique luthérienne de Papouasie-Nouvelle-Guinée
2. Église luthérienne Gutnius - Papouasie-Nouvelle-Guinée

 Philippines
1. Église luthérienne des Philippines

 Singapour
1. Église luthérienne de Singapour

 Thaïlande
1. Église évangélique luthérienne de Thaïlande

### Amérique du Nord
Canada
1. Evangelical Lutheran Church in Canada (Église évangélique luthérienne au Canada)
2. Estonian Evangelical Lutheran Church Abroad (Église évangélique luthérienne d'Estonie à l'extérieur)

 États-Unis
1. Evangelical Lutheran Church in America (Église évangélique luthérienne d'Amérique)

### Amérique latine et Caraïbes
Argentine
1. Iglesia Evangélica Luterana Unida, Église évangélique luthérienne unie
2. Iglesia Evangélica del Río de la Plata, Église évangélique du Rio de la Plata

 Bolivie
1. Iglesia Evangélica Luterana Boliviana, Église évangélique luthérienne de Bolivie

 Brésil
1. Igreja Evangélica de Confissão Luterana no Brasil, Église évangélique de la confession luthérienne au Brésil

 Chili
1. Iglesia Evangélica Luterana en Chile, Église évangélique luthérienne du Chili
2. Iglesia Luterana en Chile, Église luthérienne du Chili

 Colombie
1. Evangelische Gemeinde deutscher Sprache St. Matthäus (Communauté évangélique de langue allemande Saint-Matthäus) ;
2. Iglesia Evangélica Luterana de Colombia (Église évangélique luthérienne de Colombie) ;
3. Congregación San Martin (Communauté Saint-Martin)

 Costa Rica
1. Iglesia Luterana Costarricense, Église luthérienne du Costa Rica

 Guyana
1. Evangelical Lutheran Church In Guyana, Église évangélique luthérienne au Guyana

 Honduras
1. Iglesia Cristiana Luterana de Honduras, Église chrétienne luthérienne du Honduras

 Mexique
1. Iglesia Luterana Mexicana, Église luthérienne du Mexique

 Nicaragua
1. Iglesia Luterana de Nicaragua "Fe y Esperanza", Église luthérienne du Nicaragua "Foi et espérance"

 Pérou
1. Iglesia Luterana Evangélica Peruana, Église luthérienne évangélique péruvienne

 Salvador
1. Iglesia Luterana Salvadorena, Église luthérienne du Salvador

 Suriname
1. Evangelisch Lutherse Kerk in Suriname, Église évangélique luthérienne du Suriname

 Venezuela
1. Iglesia Evangélica Luterana en Venezuela, Église évangélique luthérienne du Venezuela

### Europe

#### Pays Nordiques
Danemark
1. Den evangelisk-lutherske Folkekirke i Danmark, L'Église évangélique luthérienne nationale du Danemark

 Finlande
1. Suomen evankelis-luterilainen kirkko, Église évangélique-luthérienne de Finlande
2. Suomen Vapaakirkko, Église libre de Finlande

 Islande
1. Thjodkirkjan, Église d'Islande

 Norvège
1. Den norske kirke, Église de Norvège
2. Den Evangelisk Lutherske Frikirke, L'Église libre évangélique luthérienne

 Suède
1. Svenska Kyrkan, Église de Suède

#### Europe orientale
Biélorussie
1. Église évangélique luthérienne de Russie et d'autres États

 Croatie
1. Evangelicka Crkva u Republici Hrvatskoj, Église évangélique de la République de Croatie

 Estonie
1. Eesti Evangeelne Luterlik Kirik, Église évangélique-luthérienne estonienne

 Hongrie
1. Magyarországi Evangélikus Egyház, Église évangélique luthérienne de Hongrie

 Lettonie
1. Latvijas Evangeliski Luteriska Baznica, Église évangélique-luthérienne de Lettonie

 Lituanie
1. Église évangélique-luthérienne de Lituanie

 Pologne
1. Église protestante de la confession d'Augsbourg en Pologne

 Roumanie
1. Biserica Evanghelica C.A. din Romania, Église évangélique de la confession d'Augsbourg en Roumanie
2. Biserica Evanghelica-Lutherana din România, Église évangélique luthérienne de Roumanie

 Russie
1. Église évangélique luthérienne de Russie et d'autres États
2. Église évangélique-luthérienne d'Ingrie

 Serbie
1. Slovenská evanjelická cirkev augsburgského vyznania v Srbku, Église évangélique slovaque de la confession d'Augsbourg en Serbie

 Slovaquie
1. Evanjelicka cirkev Augsburskeho vyznania na Slovensku, Église évangélique de la confession d'Augsbourg en Slovaquie

 Slovénie
1. Evangelicanska cerkev A.V. na slovenskem, Église évangélique de la confession d'Augsbourg en Slovénie

 République tchèque
1. Slezská Církev Evangelická Augsburského Vyznání, Église évangélique de la confession d'Augsbourg de Silésie
2. Ceskobratrská Církev Evangelická, Église évangélique des frères tchèques

 Ukraine
1. Église évangélique luthérienne de Russie et d'autres États

#### Europe occidentale
Allemagne
1. Église protestante en Allemagne centrale
2. Église protestante luthérienne en Allemagne du Nord
3. Église protestante du Pays de Bade
4. Église protestante luthérienne en Bavière
5. Église régionale protestante luthérienne de Brunswick
6. Église protestante luthérienne de Hanovre
7. Église évangélique luthérienne de Lettonie à l'extérieur (Allemagne)
8. Église de Lippe (section luthérienne)
9. Église protestante luthérienne d'Oldenbourg
10. Église régionale protestante luthérienne de Saxe
11. Église protestante luthérienne de Schaumbourg-Lippe
12. Église protestante luthérienne en Wurtemberg

 Autriche
1. Église évangélique de la confession d'Augsbourg en Autriche

 Belgique
1. Église protestante unie de Belgique

 France
1. Église Protestante Unie de France
2. Église protestante malgache en France

 Italie
1. Église évangélique luthérienne d'Italie

 Pays-Bas
1. Église protestante des Pays-Bas

 Royaume-Uni
1. Église luthérienne de Grande-Bretagne

 Suisse et  Liechtenstein
1. Fédération des Églises évangéliques luthériennes en Suisse et dans la principauté du Liechtenstein

## Présidents[5]
| №  | Portrait | Nom                               | En fonction     | Église                                                                                          | Pays       |
| -- | -------- | --------------------------------- | --------------- | ----------------------------------------------------------------------------------------------- | ---------- |
| 1  |          | Anders Nygren (1890–1978)         | 1947–1952       | Église de Suède                                                                                 | Suède      |
| 2  |          | Hanns Lilje (1899–1977)           | 1952–1957       | Église évangélique-luthérienne de Hanovre                                                       | RFA        |
| 3  |          | Franklin Clark Fry (1900–1968)    | 1957–1963       | Église luthérienne unie en Amérique (jusqu'en 1962) Église luthérienne en Amérique (après 1962) | États-Unis |
| 4  |          | Fredrik A. Schiotz (1901–1989)    | 1963–1970       | Église luthérienne américaine                                                                   | États-Unis |
| 5  |          | Mikko Juva (1918–2004)            | 1970–1977       | Église évangélique-luthérienne de Finlande                                                      | Finlande   |
| 6  |          | Josiah Kibira (1925–1988)         | 1977–1984       | Église évangélique-luthérienne en Tanzanie                                                      | Tanzanie   |
| 7  |          | Zoltán Káldy (1919–1987)          | 1984–1987       | Église évangélique de Hongrie                                                                   | Hongrie    |
| 8  |          | Johannes Hanselmann (1927–1999)   | 1987–1990       | Église protestante luthérienne en Bavière                                                       | Allemagne  |
| 9  |          | Gottfried Brakemeier (né en 1937) | 1990–1997       | Église évangélique de la confession luthérienne au Brésil                                       | Brésil     |
| 10 |          | Christian Krause (né en 1940)     | 1997–2003       | Église régionale protestante luthérienne de Brunswick                                           | Allemagne  |
| 11 |          | Mark Hanson (né en 1946)          | 2003–2010       | Église évangélique luthérienne en Amérique                                                      | États-Unis |
| 12 |          | Munib Younan (né en 1950)         | 2010-2017       | Église évangélique luthérienne de Jordanie et de Terre sainte                                   | Palestine  |
| 13 |          | Panti Filibus Musa                | 2017 (en cours) | Église luthérienne du Christ au Nigéria                                                         | Nigéria    |